# Рафаель Альтаміра-і-Кревеа
Рафае́ль Альтамі́ра-і-Креве́а  (ісп. Rafael Altamira y Crevea; 10 лютого 1866 — 1 червня 1951) — іспанський історик та правознавець.

## Біографічні відомості
Народився в Аліканте. Здобув фах правника. Тривалий час обіймав посаду професора юридичного факультету (Школи права) Університету Ов'єдо. Від 1914 року був професором Мадридського університету.
У 1922 році обирається суддею Постійної палати міжнародного правосуддя при Лізі Націй. На цій посаді перебував до 1945 року.
1939 емігрував до Латинської Америки. Жив у Мексиці, де продожував займатися науковою діяльністю та помер 1951 року.

## Праці
- Основна праця: «Історія Іспанії та іспанської культури» в 4 т. (рос. вид. «Історія Іспанії». В 2 т. М., 1951).
- Rafael Altamira. Spain. Sources and Development of Law // Ed. Carlos Petit. — Madrid: Universidad Carlos III, 2018. — /Historia del Derecho 62/, 217 p. — ISBN 978-84-9148-581-0. [Архівовано 31 серпня 2021 у Wayback Machine.] Etc.